# 김세영 (1920년)
김세영(金洗榮, 1920년 1월 5일 ~ 2010년 8월 11일)은 경북 상주 출신 대한민국의 정치인이다. 제5, 7대 국회의원을 역임하였다. 종교는 불교이다.

## 학력
- 함창초등학교 졸업
- 김천중학교 졸업
- 평양 대동공업 전문학교 졸업

## 약력
- 중화민국 산동성 천탄광 근무
- 함태탄광 자영(강원도 태백시 소도동 소재)
- 대한석탄협회 및 대한광업회 이사
- 송설교육재단 이사장 취임
- 가야산업주식회사 대표이사
- 근해상선주식회사 대표이사
- 세심장학회 설립
- 대통령 포상(1976.3), 산업포상(1986.3)

## 역대 선거 결과
|  | 12.08% |

|  | 46.02% |

|  | 42.63% |

|  | 32.7% |